# Лынёв, Руслан Александрович
Руслан Александрович Лынёв (14 мая 1939 — 31 декабря 2012) — советский и российский журналист, прозаик, редактор, публицист.

## Биография
После окончания школы служил в армии, в пограничных войсках. Окончил Уральский государственный университет. Работал в выездной редакции газеты «Кузбасс» на сибирской стройке, где был одновременно автором, фотокором, редактором, корректором и распространителем. Работал в газете «Комсомолец Кузбасса».
Был собкором «Комсомольской правды» по Сибири, затем работал в московской редакции газеты, в центральном аппарате.
В газете ЦК КПСС «Социалистическая индустрия» работал в отделах машиностроения, лёгкой промышленности, строительства. Журналист Юрий Козловский вспоминает: «С этим человеком мне посчастливилось проработать в одном отделе. Руслан Лынёв. Уже тогда это было имя. Когда он пришёл обозревателем в „Социндустрию“, все мы, скажем так, подтянулись». Коллеги называли Лынева «золотым пером».

Работая в этой газете, Лынёв, в частности, написал фельетон о деятельности первого замминистра Миннефтехимпрома — Валериана Михайловича Соболева. После этой публикации Соболева сняли с работы, а Лынёв получил премию Союза журналистов за самую эффективную публикацию.

Работал также в АПН — Агентстве печати Новости, «Литературной газете», «Советской России». В газете «Известия» Лынёв работал много лет членом редколлегии, редактором отдела экономики.
В 1995 году указом Виктора Черномырдина назначен на должность первого заместителя главного редактора журнала «Российская Федерация». В октябре 1997 года Анатолий Чубайс попытался закрыть журнал как «антиправительственный и антипрезидентский», хотя в этом же году руководство журнала, в том числе и Лынёв, были удостоены государственных наград "за заслуги в области печати и многолетнюю работу в редакции журнала «Российская Федерация». Главный редактор Юрий Хренов, его первый заместитель Руслан Лынёв и другие журналисты издания сумели получить регистрационные документы фактически нового журнала — Российская Федерация сегодня, учреждённого Федеральным Собранием.

Большинство публикаций Лынева было посвящено состоянию дел в экономике, критике либеральных реформ. Он также много писал о российской истории, в частности, о советско-польских отношениях вокруг Катыни.
В последний год жизни вступил в жесткое противостояние с новым главным редактором «Российской Федерации сегодня», публично критиковал его за непрофессионализм.
Печатался в других изданиях: газете «Завтра», журнале «Наш современник», интернет-СМИ «Русская народная линия», «Фонд стратегической культуры», «Столетие» и др.
Помимо публицистики писал и художественную прозу. Его рассказ «Год змеи» был опубликован в антологии «Фантастика-90». Печатался в журнале «Уральский следопыт» и др.

## Оценки
Журналист Виктор Дюнин:
 Он относится к поколению шестидесятников, которые начинали в газете собкорами, приходя в неё из глубинки, «тяжеловозами» тянули проблемными статьями и показательными очерками про рабочие будни страны воз идеологической «обязаловки», умудряясь и из неё высечь искру талантливой назидательности и блестящего поучения..
Журналист Юрий Козловский:
Незадолго до перехода в «Известия» написал он свой «Гараж», поведя речь о нравах, царивших в гаражно-строительном кооперативе известных музыкантов, композиторов, актеров. «Гараж» вышел в «Социндустрии», когда Руслан у нас уже не работал. Элитно-богемные герои с публикацией не согласились и подали на газету и автора в суд..
Писатель и журналист Лидия Сычёва:
Он был яркой личностью, прекрасным журналистом. Он не был «святым», но каждый раз, отступая или оступаясь, он возвращался «на исходные позиции», поднимался, отвоевывая утраченное. И честное своё имя — защитил. Когда у него не осталось других возможностей, он защитил его единственно возможным способом — своей смертью..

## Публикации
- Страна под наркозом. Правда.ру, 25.06.2009.
- У кого учился Гитлер. Как западная демократия породила нацизм Столетие, 09.02.2011.
- Пейзаж после битв. Ещё раз о «катынском деле». Сайт «Катынь».
- Катынский подлог.
- Апология распада. Русская народная линия, 01.12.2011.
- Подвиг и подлог. Газета «Завтра», 15.06.2011.
- Гоп-стоп менеджмент (недоступная ссылка)
- Философ Чубайс и генерал Власов.
- Кого считать евреем? Журнал «Наш современник», № 8, 2011.
- Враг у ворот. Осень 1941. Журнал «Золотой лев», № 137.
- Жалкое наследие либерализма Журнал «Золотой лев», № 217—218.
- Чудо Победы Журнал «Золотой лев», № 237—238.
- Им нужен Сталин как боксёру груша Журнал «Золотой лев», № 239—240.
- Социальный мусоропровод вместо социального лифта Журнал «Золотой лев», № 277—278.
- Расскажи, расскажи, профессор Журнал «Наш современник», № 5, 2011.
- Польские раны больнее русских? Столетие, 17.04.2012.
- Уроки той смуты. Фонд стратегической культуры,12.08.2012.